# Favorite (Rapper)
Favorite (* 18. Februar 1986 in Essen; bürgerlich Christoph Alex) ist ein deutscher Rapper.

## Leben
Im Alter von zwölf Jahren verlor Favorite seine Eltern durch einen Kabelbrand, woraufhin er zunächst bei seiner Tante und seinem Onkel aufwuchs und später mehrere Jahre in verschiedenen Kinderheimen verbrachte. Den Verlust seiner Eltern thematisiert der Rapper zum Beispiel in dem Lied Gegen den Herrn, das auf seinem Debüt-Album Harlekin zu hören ist, in der Single Ich vermisse euch und im Lied Nirvana auf dem Album Christoph Alex.
Mit 15 Jahren begann Favorite, Texte zu schreiben und wenig später auch zu rappen. Im Jahre 2004 wurde Slick One, ein Mitgründer des Labels Selfmade Records, auf Favorite aufmerksam. Ende 2004 wurde der Rapper bei Selfmade Records unter Vertrag genommen. Als erstes trat er auf dem Label-Sampler Schwarzes Gold mit dem Titel Ruhrpott 4 Life in Erscheinung.

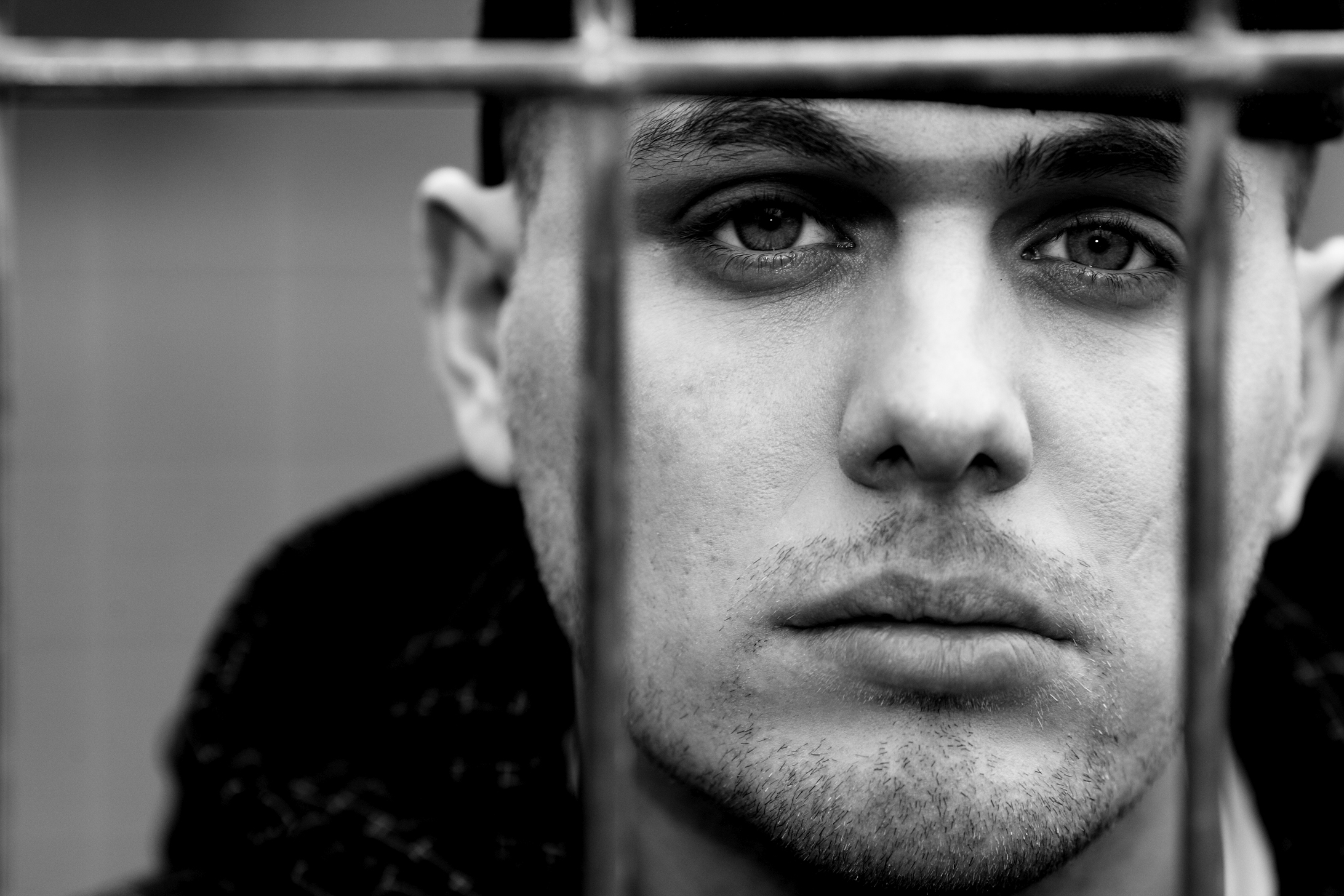
Pressefoto von Favorite

Favorites erstes Projekt war das Album Rappen kann tödlich sein, das im Jahre 2005 erschien und in Zusammenarbeit mit seinem Jugendfreund Jason entstand.
Favorites erstes Solo-Album Harlekin wurde im Jahre 2007 veröffentlicht. Produziert wurde es größtenteils von Rizbo, dem Produzenten von Selfmade Records. Als Gastmusiker sind Kollegah, Jason und Slick One vertreten.
Sein zweites Soloalbum Anarcho erschien am 2. Mai 2008. Beim Making of des Clips zu Anarcho Rap bestätigte Favorite, dass auf dem Album Kollegah, Nico von K.I.Z, Kool Savas und Hollywood Hank vertreten sind. Des Weiteren wurde auf Selfmade Records’ Homepage einen Monat vor Erscheinen des Albums Shiml als weiterer Feature-Gast genannt. Kurz darauf wurde das Video zu Ich vermisse Euch veröffentlicht.
Am 6. Dezember 2008 erschien das Kollabo-Mixtape Schläge für Hip Hop mit Hollywood Hank, das nur im Selfmade-Records-Shop in limitierter Auflage erhältlich war. Das Album war bereits vor Veröffentlichung ausverkauft. Favorite und Hollywood Hank verwendeten dabei bei dem Intro den Refrain der neonazistischen Rockband Sleipnir „Bombe“.
Am 6. Mai 2011 erschien sein drittes Soloalbum Christoph Alex, das den vierten Platz der deutschen Albumcharts erreichte und sich mehr als 20.000 Mal verkaufte.
Die erste Single „Europas wichtigster Mann“ zu Favorites viertem Soloalbum „Neues von Gott“, erschien am 7. November 2014 auf dem Selfmade Records YouTube-Kanal.
Am 12. Dezember 2014 erschien Selfmade Legenden (feat. Kollegah) die zweite Singleauskopplung zu Neues von Gott. Das Album erschien am 23. Januar 2015 und brachte Favorite erstmals an die Spitze der deutschen Charts.
Am 22. September 2017 verkündete Favorite, dass am 24. November 2017 sein fünftes Soloalbum Alternative für Deutschland erscheint. Die erste Single On The Mission wurde am 27. Oktober veröffentlicht, wobei die Produktion, wie auch auf einigen anderen Songs auf Alternative für Deutschland, vom ehemaligen Hausproduzenten von Selfmade Rizbo übernommen wurde. Das Album erschien am 24. November 2017 und stieg auf Platz 15 der deutschen Charts ein.
Im Juni 2018 beendeten Favorite und Selfmade Records die Zusammenarbeit. Anfang des Jahres 2019 kündigte Favorite die Gründung eines eigenen Labels (BuyOrDie-Records) an. Über das Label würden er und der Rapper Raf45 in Zukunft ihre Musik veröffentlichen. In dieser Zeit war aufgrund von exzessivem Alkohol- und Drogenkonsum und dem resultierenden gesundheitlichen Zustand von Favorite wiederholt öffentlich Besorgnis aus dem Umfeld des Rappers geäußert worden. Am 7. Juni 2020 gab der Künstler sein vorläufiges Karriereende bekannt, nachdem der kommerzielle Erfolg des eigenen Labels nicht den anfänglichen Erwartungen entsprach.
Am 12. Juli 2024 veröffentlichte Kollegah in Zusammenarbeit mit Versunkene Fabrik den Titel Blessed, eine Kollabo-Single mit Favorite.

## Diskografie

### Studioalben
| Jahr | Titel                       | Höchstplatzierung, Gesamtwochen, AuszeichnungChartplatzierungen (Jahr, Titel, Platzierungen, Wochen, Auszeichnungen, Anmerkungen, Frontcover) | Höchstplatzierung, Gesamtwochen, AuszeichnungChartplatzierungen (Jahr, Titel, Platzierungen, Wochen, Auszeichnungen, Anmerkungen, Frontcover) | Höchstplatzierung, Gesamtwochen, AuszeichnungChartplatzierungen (Jahr, Titel, Platzierungen, Wochen, Auszeichnungen, Anmerkungen, Frontcover) | Anmerkungen                                   | Frontcover |
| Jahr | Titel                       | DE | AT | CH | Anmerkungen                                   | Frontcover |
| ---- | --------------------------- | --- | --- | --- | --------------------------------------------- | ---------- |
| 2007 | Harlekin                    | — | — | — | Erstveröffentlichung: 2007                    |            |
| 2008 | Anarcho                     | DE24 (1 Wo.)DE | — | — | Erstveröffentlichung: 2. Mai 2008             |            |
| 2011 | Christoph Alex              | DE4 Silber (Impala) · (2 Wo.)DE | AT34 (1 Wo.)AT | CH72 (1 Wo.)CH | Erstveröffentlichung: 2011 Verkäufe: + 20.000 |            |
| 2015 | Neues von Gott              | DE1 (3 Wo.)DE | AT4 (2 Wo.)AT | CH12 (1 Wo.)CH | Erstveröffentlichung: 2015                    |            |
| 2017 | Alternative für Deutschland | DE15 (1 Wo.)DE | — | — | Erstveröffentlichung: 2017                    |            |

### Weitere Alben
| Jahr | Titel                    | Anmerkungen                                                           | Frontcover                                                          |
| ---- | ------------------------ | --------------------------------------------------------------------- | ------------------------------------------------------------------- |
| 2003 | Private Tape             | Erstveröffentlichung: 2003 Freealbum                                  |                                                                     |
| 2005 | Jack Daniels Killer III  | Erstveröffentlichung: 2005 Freetape                                   |                                                                     |
| 2005 | Rappen kann tödlich sein | Erstveröffentlichung: 2005 Album mit Jason                            |                                                                     |
| 2008 | Schläge für Hip Hop      | Erstveröffentlichung: 2008 Limitiertes Album mit Hollywood Hank       |                                                                     |
| 2024 | Alles Gute               | Erstveröffentlichung: 2024 50 Jahre Don Bosco Club - Jubiläums-Single |                                                                     |
| 2024 | Heute Nacht (Babyöl)     | Erstveröffentlichung: 2024 Freetrack                                  | Favorite Heute Nacht Babyöl, Single-Cover, design von Kevin Feegers |

Selfmade Sampler

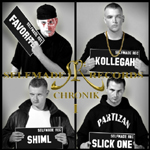
Cover des Samplers Chronik 1

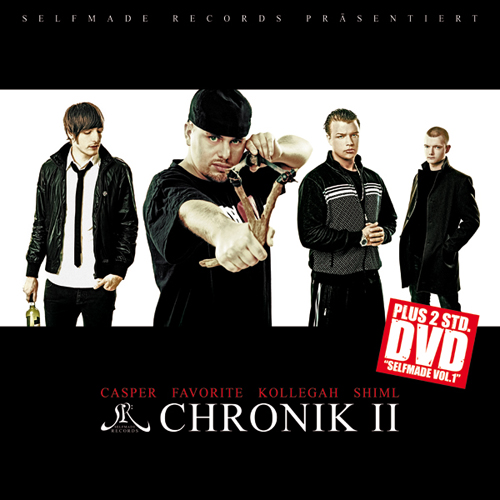
Cover des Samplers Chronik 2

- 2007: Chronik 1 (Sampler mit Kollegah, Shiml und Slick One)
- 2009: Chronik 2 (Sampler mit Kollegah, Casper und Shiml)
- 2015: Chronik 3 (Sampler mit Kollegah, Genetikk, 257ers und Karate Andi)

Juice-Exclusives
- 2006: Reloaded (mit Jason) (Juice Exclusive! auf Juice-CD #55)
- 2008: Antichrist Superstar (Juice Exclusive! auf Juice-CD #84)
- 2009: Sahnecremetorte (mit Shneezin und Keule von den 257ers) (Juice Exclusive! auf Juice-CD #99)
- 2015: Dionysos EP (Juice Exclusive!in der Juice #165)

### Singles
| Jahr | Titel Album  | Höchstplatzierung, Gesamtwochen, AuszeichnungChartsChartplatzierungen (Jahr, Titel, Album, Platzierungen, Wochen, Auszeichnungen, Anmerkungen) | Anmerkungen                                         |
| Jahr | Titel Album  | DE | Anmerkungen                                         |
| --- | ------------ | --- | --------------------------------------------------- |
| Folgende Lieder erschienen nicht als Single, wurden aber durch das Album zum Download und Streaming bereitgestellt und konnten somit eine Platzierung erlangen: |              | |                                                     |
| |              | |                                                     |
| 2014 | Sanduhr King | DE91 (1 Wo.)DE | Charteinstieg: 23. Mai 2014 Kollegah feat. Favorite |

Weitere Singles
- 2008: Ich vermiss Euch
- 2011: Blind (feat. Sahin)
- 2014: Europas wichtigster Mann
- 2014: Selfmade Legenden (feat. Kollegah)
- 2024: Blessed (Kollegah feat. Favorite; #2 der deutschen Single-Trend-Charts am 19. Juli 2024[9])
- 2024: Alles Gute (50 Jahre Don Bosco Club - Jubiläumssingle)
- 2024: Heute Nacht (Babyöl)

### Sonderveröffentlichungen
Freetracks
- 2007: Dein Haus brennt
- 2008: Aktive Sterbehilfe (Disstrack gegen Taichi)
- 2008: Organraub Pt. 2 (feat. Hollywood Hank)
- 2009: Koma Remix (feat. Blaze, Haftbefehl, Jonesmann und Vega)
- 2010: Ich hab Geld
- 2010: Doppelanal (feat. Jason)
- 2010: Sterbenswort
- 2011: Gewinnertypen
- 2012: Leider geil (mit Jason und 4tune)
- 2014: Rohe Weihnachten
- 2019: Platz da (mit Raf45 und FettC)
- 2019: Alles Promo (mit Raf45 und FettC)
- 2024: Alles Gute (50 Jahre Don Bosco Club - Jubiläumssingle)
- 2024: Heute Nacht (Babyöl)

## Auszeichnungen
Hiphop.de Awards
- 2011: „Bester Live-Act“[10]